# Idioma neku
Neku es una lengua austronesia hablada mayoritariamente en el área tradicional de Ajië-Aro, en los municipios de Bourail y Moindou, en la Provincia Norte, Nueva Caledonia. Tiene únicamente 130 hablantes y es una lengua amenazada.